# Henri Louis Hamet
Pour les articles homonymes, voir Hamet.
 (janvier 2016).
Henri Louis Hamet, né le 15 juillet 1815 à Fay-sur-Somme et mort le 6 octobre 1889 à son domicile du 5e arrondissement de Paris, est considéré comme le « père de l'apiculture française ».

## Biographie

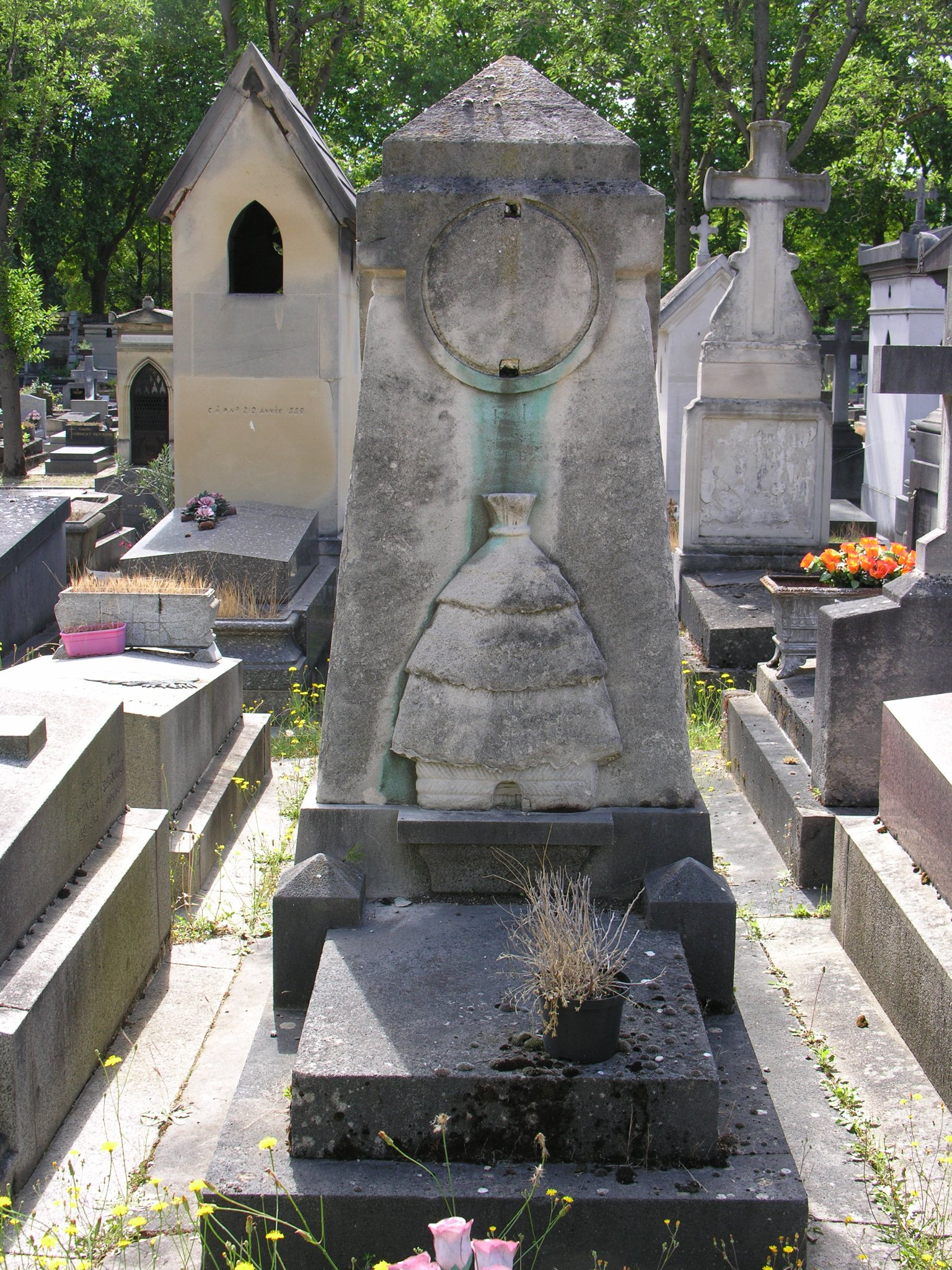
Sépulture au cimetière du Montparnasse.

Il reçoit une éducation basée sur des sentiments d'équité, de justice et d'humanité. Son père désirant faire de lui un instituteur, il pense que la culture des abeilles peut aider son fils à atteindre ce but. Il acquiert une colonie puis peu à peu le rucher en atteint une vingtaine.
Il sera tour à tour instituteur, professeur d'enseignement élémentaire, libraire et éditeur, avant de fonder la Société centrale d'apiculture. Décédé le 6 octobre 1889, il repose au cimetière du Montparnasse (11e division, 8e ligne) à Paris.

## Cours pratique d'apiculture

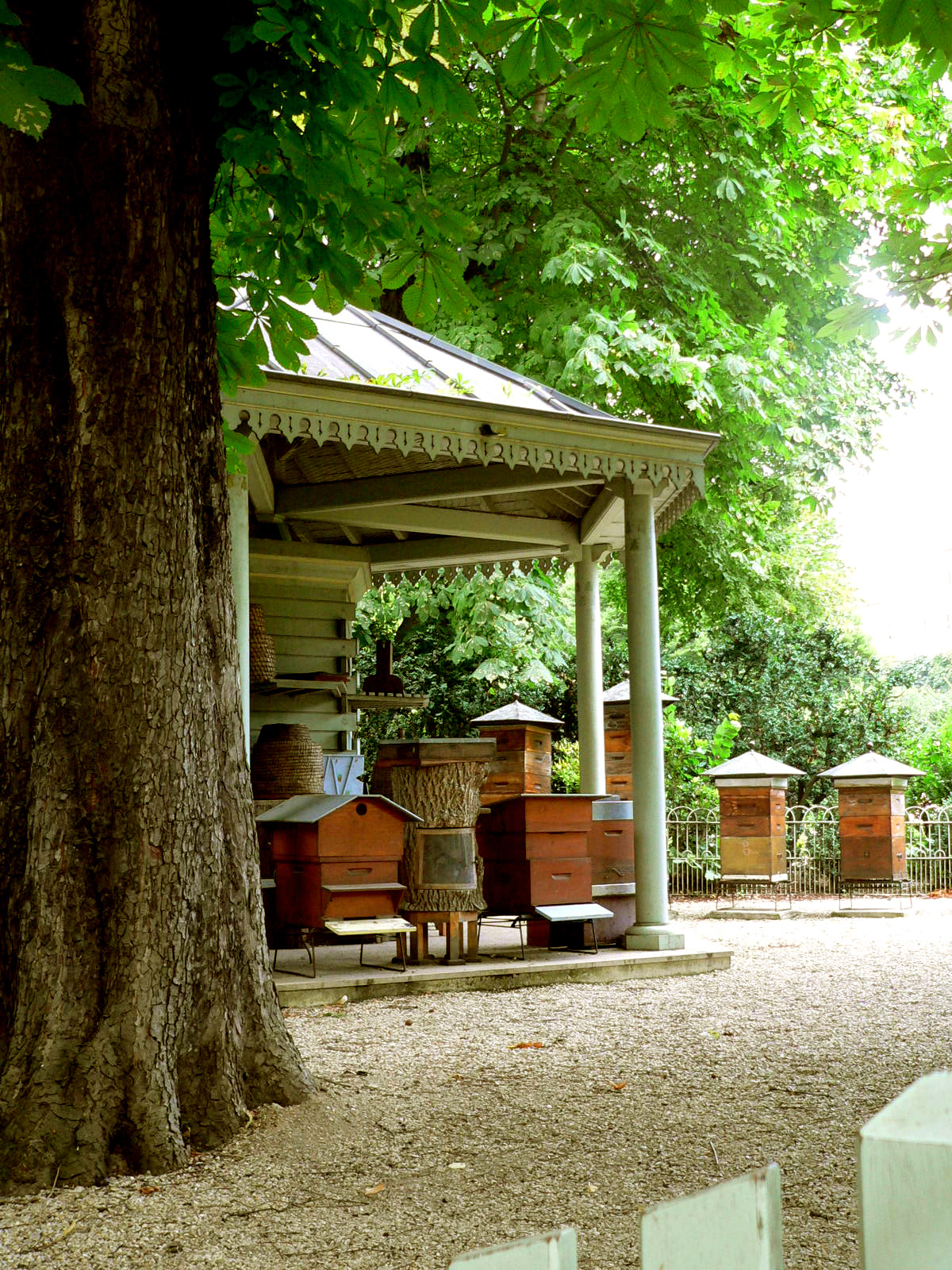
Rucher du jardin du Luxembourg.

En 1856, Henri-Louis Hamet, pour illustrer ses cours d'apiculture et ses conférences apicoles, demande et obtient d'Alphonse Henri d'Hautpoul, grand référendaire du Sénat, la mise à disposition d'un terrain dans le jardin du Luxembourg au lieu-dit La Pépinière pour y installer un vaste rucher. Ce rucher pouvait abriter une vingtaine de colonies d'abeilles dans des ruches de modèles différents. On y exposait aussi tout le matériel d'apiculture. Un petit jardin permettait la conservation des plantes mellifères et, sur l'arrière, un espace couvert permettait de donner des cours in situ.
À partir de 1859, il publie son Cours pratique d'apiculture : (Culture des abeilles), professé au jardin du Luxembourg, qui devient rapidement une référence,. Il sera revu et réédité dix fois, même après son décès.

## Mort
Mort en 1889 à Paris, il est inhumé au cimetière du Montparnasse (11e division).

## Distinctions honorifiques
Henri Hamet est officier de l'ordre des Palmes académiques.

## Publications
- Notice sur les ruches à rayons mobiles, 1854.
- De l'anesthésie ou asphyxie momentanée des abeilles, Paris, Lib. Centrale Auguste Goin, 1855.
- Petit traité d'apiculture, ou art de soigner les abeilles, Paris, Lib. agricole A. Goin, 1856.
- Cours pratique d'apiculture : (Culture des abeilles), professé au jardin du Luxembourg (10 éditions), Paris, Bureau de l'Apiculteur puis Larousse, à partir de 1859.
- Avec le Vicomte de Liesville, Galerie des apiculteurs célèbres, Paris, Bureaux de l'Apiculteur, 1862.
- Petit catéchisme apicole, suivi d'un dictionnaire d'apiculture, Paris, Lib. Ch. Delagrave, 1878.
- Art de soigner les abeilles. Petit traité d'apiculture, Nouveau journal des connaissances utiles.
- Espèces d'abeilles à acclimater en France
- L'apiculture officielle à Paris, Éditions L. Créty.
- Almanach des Cultivateurs d'abeilles. Calendrier apicole, 1931